# بورصة (محافظة)
محافظة بورصة (بالتركية: Bursa ili)‏ هي إحدى محافظات تركيا تقع في الشمال الغربي من الأناضول على طول ساحل بحر مرمرة. تجاورها المحافظات بالق أسير في الغرب، وكوتاهيا في الجنوب، بيله جك وساكاريا في الشرق، قوجه ايلي في الشمال الشرقي ويالوفا في الشمال. عاصمتها مدينة بورصة. تبلغ مساحتها 11,043 كم2 ويبلغ عدد سكانها 2,125,140 نسمة وفقا لتعداد عام 2000. وفي عام 1990 بلغ عدد سكانها 1,603,137 نسمة. الرمز المروري للمحافظة هو 16.
تقع أغلب أراضي محافظة بورصة (بما فيها مدينة بورصة) داخل منطقة مرمرة. ولكن مناطق بيوكورهان، وهارمانسك، كيليز وأورهانلي تقع داخل منطقة إيجة.
كانت مدينة بورصة عاصمة الدولة العثمانية من عام 1326 وإلى عام 1365، حتى الفتح العثماني لإدرنة (أدريانوبل) التي أصبحت العاصمة العثمانية الجديدة من عام 1365 وإلى عام 1453 (السنة التي أصبحت فيها إسطنبول (القسطنطينية) العاصمة الأخيرة للدولة العثمانية حتى عام 1923.

## أعلام
- دولت خاتون
- ماه دوران
- أحمد بن بايزيد
- جلال بايار